# Cheles
Cheles ist eine spanische Gemeinde (municipio) in der Provinz Badajoz in der Autonomen Gemeinschaft Extremadura. Die Gemeinde zählte auf einer Fläche von 47,9 km² 2024 1.177 Einwohner.

## Lage
Die Gemeinde liegt rund 26 km südwestlich von Olivenza, 50 km von der Provinzhauptstadt Badajoz, 17 km westlich von Alconchel und 18 km nordwestlich von Villanueva del Fresno in geringer Entfernung vom linken Ufer des Guadiana, durch die Talsperre Alqueva großflächig zu einem rund 250 km² großen Stausee aufgestaut ist und der von der Einmündung des Río Gévora bis zur Mündung des Arroyo de Cúncos die Grenze zwischen Spanien und Portugal bildet.

## Sehenswürdigkeiten
- Ruinöse Burg Palacio Señorial de los Condes de Via-Manuel
- Pfarrkirche La Purísima Concepción mit verwirrender Baugeschichte
- Ermita del Santo Cristo de la Paz